# Поддегтярня
Поддегтярня — деревня в Пуховичском районе Минской области Беларуси. Входит в состав Блужского сельсовета.

## География
Расположена в 8 км к юго-западу от Марьиной Горки, в 8 км от железнодорожной станции Пуховичи линии Минск — Осиповичи.

## Название
Поселение основано на месте, где когда-то производили дёготь.

## История
В начале XX века поселение было известно как урочище Пуховичского прихода Игуменского уезда Минской губернии.
Во время Первой мировой войны, в феврале — декабре 1918 года, была оккупирована немецкими войсками.
25 марта 1918 года согласно Третьей Конституционной грамоте деревня была объявлена территорией Белорусской Народной Республики . С 1 января 1919 года в соответствии с постановлением I съезда КПБ деревня находилась в составе БССР.
В августе 1919 г. — июле 1920 г. село находилось под властью Польши.
В 1921 г. была создана трудовая школа I степени, в которой работал 1 учитель, обучалось около 60 юношей и девушек. В 1922 г. для школы было построено деревянное здание.
В начале 1930-х гг. был создан колхоз «Красный Май», работала кузница.
Во время Великой Отечественной войны с конца июня 1941 по начало июля 1944 г. была оккупирована немецкими войсками.

## Население
- Начало XX века — 34 двора, 213 жителей.
- 1 января 2002 г. — 48 дворов, 103 жителя.

## Известные люди
- Елена Григорьевна Мазаник — советский разведчик, непосредственный исполнитель уничтожения генерального комиссара Белоруссии Вильгельма Кубе. Герой Советского Союза (1943).